# 農業倉庫業法
農業倉庫業法（のうぎょうそうこぎょうほう、大正6年7月21日法律第15号）は、農業経営者、農業協同組合、農業組合連合会、販売組合、販売組合連合会等の農業倉庫業者に関する法律である。
第189回国会で可決・成立した農業協同組合法等の一部を改正する等の法律（平成27年9月4日号外法律第63号）により、2016年（平成28年）4月1日に廃止された。